# Мильниця

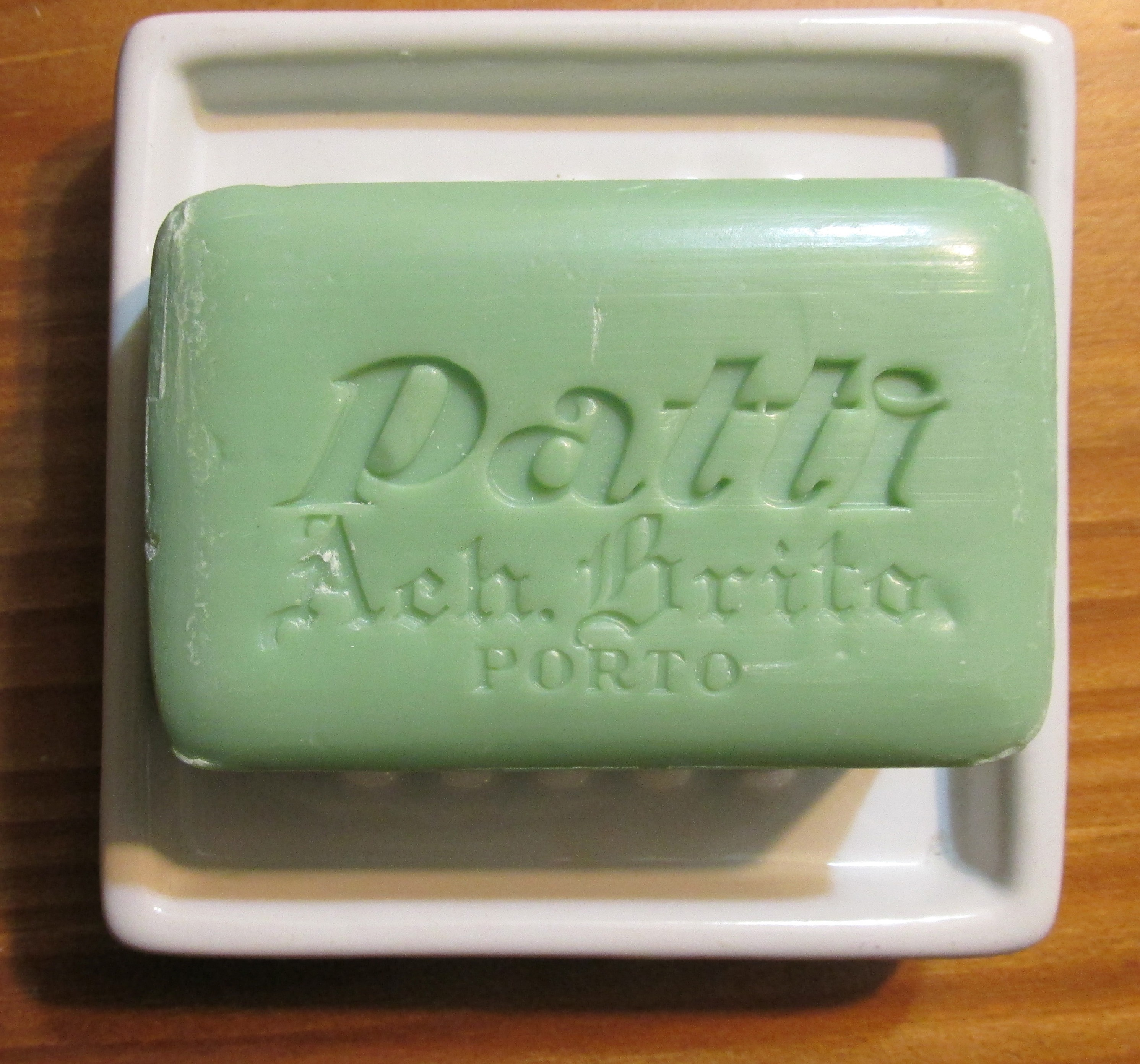
Мильниця-лоток з ребристим дном

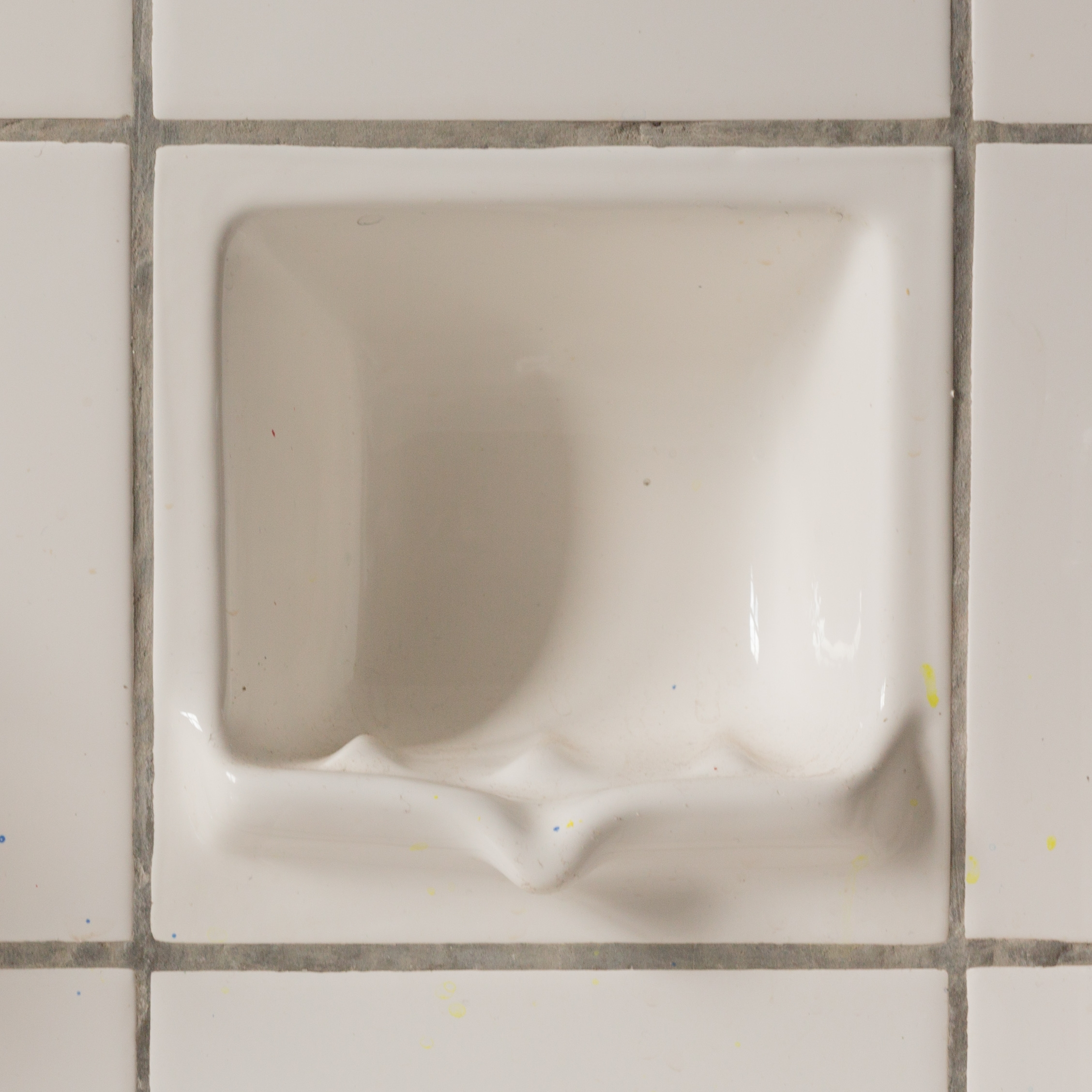
Настінна мильниця

Ми́льниця — ємність для зберігання брускового мила. Посудина для зберігання рідкого мила називається дозатором. За конструкцією мильниці класифікуються на лоткові з решіткою або без неї, дорожні коробчасті та ванні навісні.
Лоткові мильниці зазвичай мають прямокутну або овальну форму і виготовлені зі сталі, целулоїду та пластику. Настінні мильниці-лотки мають бортик та відповідні кріплення до стіни. Дорожні мильниці виготовляють з целулоїду, полістиролу, алюмінію або сталі і мають форму прямокутної, круглої або овальної коробочки з ребристим дном і знімною кришкою. Навісні мильниці часто виготовляють із металевого дроту із дужкою для навішування на борт ванни або кільцем для кріплення до стіни. Для обробки їх нікелюють, хромують, оцинковують і фарбують, а для зберігання емалі на ванні покривають гумою методом гумування. Іноді вони також мають знімний піддон для води, що стікає з мила. Навісні мильниці можуть бути також багатогніздні для розміщення ще й губки. Мильниці для гоління клинковими перукарськими бритвами мають круглу форму з увігнутим дном і виготовлені з гуми.
За схожість формою саме з дорожніми мильницями так стали називати компактні фото/відеокамери.